# Toshihiro Yamaguchi
Toshihiro Yamaguchi (Prefectura de Kumamoto, Japó, 19 de novembre de 1971) és un exfutbolista japonès.

## Selecció japonesa
Toshihiro Yamaguchi va disputar 4 partits amb la selecció japonesa.